# Консольна автоматизація

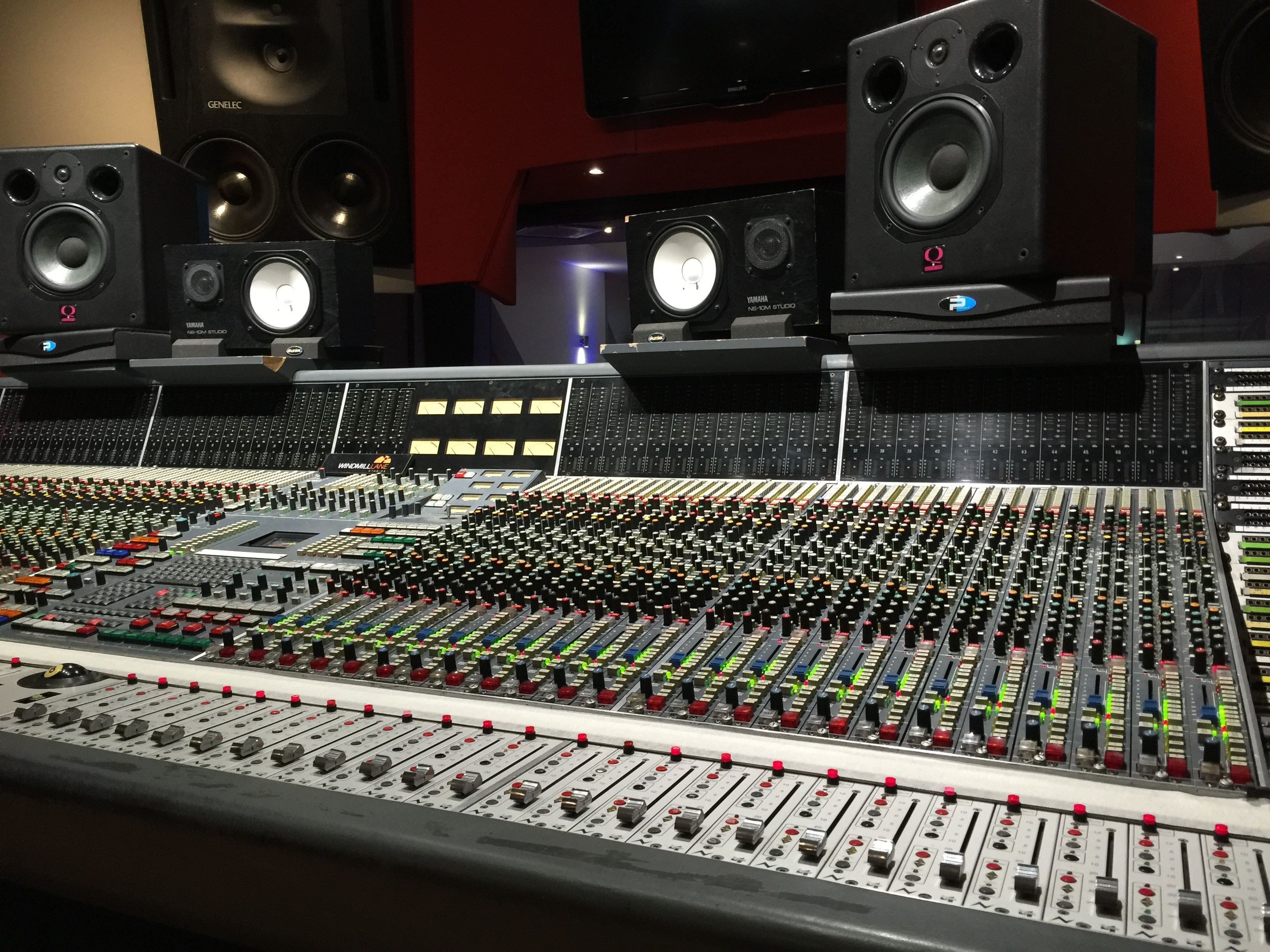
Мікшер Neve VR Legend 72 channel в студії Windmill Lane Studios з функцією автоматичного мікшування.

Консольна автоматизація або автоматизація мікшування — під час запису музики дозволяє мікшерній консолі запам’ятовувати налаштування аудіоінженером фейдерів під час процесу редагування після обробки. Часовий код необхідний для синхронізації автоматизації. Сучасні мікшерні пульти та цифрові аудіостанції використовують повну автоматизацію мікшування.
Потреба в автоматизації мікшування виникла в 1970-х роках і переході від студій, які переважно використовували восьмидоріжні магнітофони, до кількох синхронізованих 24-дорекових рекордерів. Змішування може бути трудомістким і потребуватиме до чотирьох людей, а результати може бути майже неможливо відтворити. Такі виробники, як Solid State Logic і AMS Neve, розробили системи, які дозволяли одному інженеру контролювати кожну деталь складної суміші, хоча комп’ютери, необхідні для живлення цих столів, залишалися рідкістю до кінця 1970-х років.
За словами продюсера Роя Томаса Бейкера, сингл Queen 1975 року «Queen» був одним із перших автоматизованих міксів.

## Типи
Автоматика, керована напругоюрівні фейдерів регулюються підсилювачем керуванним напругою (VCA). VCA контролює рівень звуку, а не фактичний фейдер.
Автоматизація рухомого фейдерадо фейдера приєднаний двигун, яким потім може керувати мікшер, цифрова аудіостанція (DAW) або користувач.
Автоматизація, керована програмним забезпеченнямпрограмне забезпечення може бути внутрішнім для консолі або зовнішнім як частина DAW. Користувач може налаштувати віртуальний фейдер у програмному забезпеченні.
Автоматизація MIDIкомунікаційний протокол MIDI можна використовувати для надсилання повідомлень на консоль для керування автоматизацією.

## Режими
Автоматичний записвикористовується під час першого створення автоматизації або під час написання поверх існуючої автоматизації
Автодотикзаписує дані автоматизації лише під час торкання фейдера/фейдери повертаються в будь-яке попередньо автоматизоване положення після відпускання.
Автоматична засувкапочинає записувати дані автоматизації, коли торкається фейдера/залишається на місці після відпускання.
Автоматичне читанняDigital Audio Workstation виконує письмову автоматизацію.
Автоматичне вимкненняавтоматика тимчасового відключення.
Усі вони включають кнопку вимкнення звуку. Якщо під час запису автоматизації натиснути кнопку Mute, звук звукової доріжки буде вимкнено під час відтворення цієї автоматизації. Залежно від програмного забезпечення інші параметри, такі як панорамування, надсилання та елементи керування плагінами, також можуть бути автоматизовані. У деяких випадках автоматику можна записати за допомогою цифрового потенціометра замість фейдера.